# Карло Мураро
Карло Мураро (італ. Carlo Muraro, нар. 1 червня 1955, Гаццо) — італійський футболіст, що грав на позиції нападника, зокрема за «Інтернаціонале». По завершенні ігрової кар'єри — тренер.
Чемпіон Італії. Володар Кубка Італії. 

## Клубна кар'єра
Народився 1 червня 1955 року в місті Гаццо. Вихованець футбольної школи клубу «Інтернаціонале». Дорослу футбольну кар'єру розпочав 1973 року в основній команді того ж клубу, за яку протягом наступних двох сезонів відіграв у шести матчах чемпіонату. 
Протягом 1975—1976 років захищав кольори клубу «Варезе», після чого повернувся до «Інтернаціонале». Цього разу відіграв за «нераззуррі» наступні п'ять сезонів своєї ігрової кар'єри. Був основним гравцем команди, допоміг їй здобути Кубок Італії 1977/78, а в сезоні 1979/80 стати чемпіонами Італії.
Згодом з 1981 року провів по одному сезону за «Удінезе» та «Асколі», після чого протягом 1983–1985 років знову виступав за  «Інтернаціонале», щоправда вже як гравець резерву.
У 1985–1987 роках був гравцем «Ареццо», а завершував ігрову кар'єру в «Пістоєзе», за який виступав у сезоні 1987/88.

## Виступи за збірну
Протягом 1976–1980 років залучався до складу молодіжної збірної Італії U-23, за яку зіграв у 2 офіційних матчах.

## Кар'єра тренера
Розпочав тренерську кар'єру, повернувшись до футболу після невеликої перерви, 1992 року як тренер молодіжної команди «Віченци».
Згодом протягом 1996–2007 років тренував низку команд італійських третього і четвертого дивізіонів.
Наразі останнім місцем тренерської роботи Мураро була «Монца», в системі якої він тренував команду дублерів протягом 2009–2010 років.

## Титули і досягнення
- Чемпіон Італії (1):

«Інтернаціонале»: 1979-1980
- Володар Кубка Італії (1):

«Інтернаціонале»: 1977-1978